# Charles King
Charles King (New York, 1886. október 31. – London, 1944. január 11.) amerikai revüsztár, operetténekes, színpadi és filmszínész.

## Élete

### Családja
New Yorkban született 1886-ban Thomas és Ellen fiaként. Szülei 1883-ban emigráltak az Egyesült Államokba Írországból. Tizenegy gyermekük született, de csak három maradt életben: Charles két testvére, Nellie és Mary.

### Színházi karrierje
King 1908-ban került a Broadwayre. Első fontosabb ismertebb szerepét a The Mimic World című revüben kapta. A '10-es években leggyakoribb partnere Elizabeth Brice volt, akivel szerepelt a The Slim Princess, A Winsome Widow, Watch Your Step és a Miss 1917-ben is. A '20-as években aratta legnagyobb sikereit a Broadwayen. Később a figyelme Hollywood felé irányult, és úttörőjévé vált egy új műfaj, a filmmusical születésének.

### Filmszínészi pályája
Hollywoodi indulása hatalmas siker volt. Főszerepet játszott Harry Beaumont Oscar-díjas filmjében, az 1929-es The Broadway Melodyban. Későbbi filmjei már nem voltak ilyen sikeresek a Hollywoodot elárasztó musicaldömpingben. Lejáró szerződését stúdiója nem is hosszabbította meg. Mindössze öt játékfilmben és két rövidfilmben szerepelt, így az 1930-as években visszatért a Broadwayre, ahol további pályafutását töltötte.

### Halála
1944-ben egy turné keretében tartózkodott Londonban, ahol tüdőgyulladást kapott és meghalt.

## Filmszerepei
- 1930: Remote Control – Samuel Ferguson
- 1930: Oh, Sailor Behave – Charlie Carroll
- 1930: Chasing Rainbows – Terry Fay
- 1929: The Broadway Melody – Eddie Kearns[1]
- 1928: The Five O’Clock Girl – Gerald Brooks

## Fordítás
- Ez a szócikk részben vagy egészben  a   Charles King (vaudevillian) című angol Wikipédia-szócikk fordításán alapul.  Az eredeti cikk szerkesztőit annak laptörténete sorolja fel. Ez a jelzés csupán a megfogalmazás eredetét és a szerzői jogokat jelzi, nem szolgál a cikkben szereplő információk forrásmegjelöléseként.

## További információ
- Charles King az Internet Movie Database-ben (angolul)
- Charles King a Rotten Tomatoeson (angolul)
- Charles King az Internet Broadway Database honlapján